# Emilio Gutiérrez Esteban
Emilio Gutiérrez Esteban (1891-11 de marzo de 1964) conocido artísticamente como Emilio Gutiérrez, fue un actor español.

## Biografía
Comenzó en el mundo de la interpretación siendo aun muy joven. El 26 de junio de 1926, en la capilla de actores de la Novena, de la Parroquia de San Sebastián de Madrid, contrajo matrimonio con la también actriz Irene Caba Alba, perteneciente a una familia de larga tradición artística y con la que tuvo tres hijos, igualmente dedicados a la actuación: Irene, Julia y Emilio Gutiérrez Caba, quienes luego formaron su propia compañía.
Tras la Guerra civil española trabajó fundamentalmente en el Teatro Infanta Isabel de Arturo Serrano, con la compañía de Isabel Garcés donde coincidió con su hija Julia.
Frente a su dilatada trayectoria teatral, su paso por el cine fue meramente testimonial pues solo intervino en cuatro películas entre 1939 y 1953.

## Filmografía
- Los cuatro robinsones (1939)
- El nacimiento de Salomé (1940)
- Lluvia de millones (1940)
- El diablo toca la flauta (1953)

## Teatro (parcial)
- ¡Mosquita, en Palacio...! (1940), de Adolfo Torrado
- Chiruca (1941), de Adolfo Torrado
- La infeliz vampiresa (1941), de Adolfo Torrado
- Se alquila un novio (1941), de Enrique Suárez de Deza
- Ya conoces a Paquita (1942), de Carlos Arniches
- Un marido a precio fijo (1943), de Luisa María Linares
- Vestida de tul (1944), de Carmen de Icaza
- Tánger (1945), de Joaquín Calvo Sotelo
- Tú y yo somos tres (1945), de Enrique Jardiel Poncela
- Los sueños de Silvia (1946), de Enrique Suárez de Deza
- Me casé con un ángel (1946), de Juan Vaszary
- Lo que no dijo Guillermo (1947), de Carlos Llopis
- Tres mil pesos (1947), de Damel Darthes
- Agua en los bolsillos (1948), de Janos Vaszary
- Bárbara (1948), de Michel Duran
- La boda era a las doce (1948), de Adolfo Torrado
- Retorcimiento (1948), de Tono
- Cuentos y chismes (1949), de Tono
- Francisca Alegre y Olé (1949), de Tono
- Las mujeres decentes (1949), de Víctor Ruiz Iriarte
- María y José y José María (1949), de Adolfo Torrado
- Sólo vivimos un día (1949), de Janos Vaszary
- La infeliz burguesa (1951), de Pilar Millán Astray
- La viuda es sueño (1952), de Jorge Llopis
- La cura de amor (1954), de Jean Guitton
- La venda en los ojos (1954), de José López Rubio
- La canasta (1955), de Miguel Mihura
- ¡Sublime decisión! (1955), de Miguel Mihura
- La tela de araña (1956), de Agatha Christie
- Un trono para Cristy  (1956), de José López Rubio
- Carlota (1957), de Miguel Mihura
- Diez negritos (1958), de Agatha Christie
- El amor y una señora (1958), de Carlos Llopis
- Hacia cero (1958), de Agatha Christie
- Melocotón en almíbar (1958), de Miguel Mihura
- Asesinar no es tan fácil (1959), de Arthur Watkhyn
- Coartada (1959), de Agatha Christie
- Cosas de papá y mamá (1960), de Alfonso Paso
- Crimen contra reloj (1960), de Frank Launder
- El cenador (1960), de Alex Coppel
- Los ojos que vieron la muerte (1961), de Agatha Christie
- Cómo casarse en siete días (1962), de Alfonso Paso